# زكريا خياط السنة
أَبُو عَبْد الرَّحْمَن زَكَرِيَّا بن يَحْيَى بن إِيَاس بن سَلَمَة السِّجْزِيّ، نزيل دمشق، ويعرف: بخياط السنة (195 هـ - 289 هـ) كان واسع الرحلة متبحرًا في الحديث. وكان ثقة حافظًا. قال عنه الذهبي: «الإِمَامُ الحَافِظُ، المُجَوِّدُ الرَّحَّال..».

## روايته للحديث النبوي
- سمع: بشر بن الوليد، وشيبان بن فروخ، وقتيبة بن سعيد، وصفوان بن صالح، وإسحاق بن راهويه، وحكيم بن سيف الرقي، وأبا مصعب، وإبراهيم بن يوسف البلخي، وهشام بن عمار، وسويد بن سعيد، وخلقًا كثيرًا.
- روى عنه: النسائي فأكثر، وإسحاق المنجنيقي، وابن صاعد، وابن جوصا، وأبو علي بن هارون، وعلي بن أبي العقب، ومحمد بن إبراهيم بن زوران، وأبو القاسم الطبراني.
- الجرح والتعديل: وثقة النسائي، وغيره. وقال الحافظ عبد الغني بن سعيد: كان ثقة حافظا، حدثنا عنه أحمد وإسحاق ابنا إبراهيم بن الحداد.[2]